# Wikarewicze Wielkie
Wikarewicze Wielkie (biał. Вялікія Вікаравічы; ros. Большие Викоровичи) – wieś na Białorusi, w obwodzie brzeskim, w rejonie stolińskim, w sielsowiecie Struga, nad starorzeczem Horynia.
Zamieszkane były przez szlachtę zaściankową. W dwudziestoleciu międzywojennym leżały w Polsce, w województwie poleskim, w powiecie stolińskim, w gminie Stolin. Po II wojnie światowej w granicach Związku Sowieckiego. Od 1991 w niepodległej Białorusi.